# نیوبات لیتیم
نیوبات لیتیم (به انگلیسی: Lithium niobate) با فرمول شیمیایی LiNbO۳ یک ترکیب شیمیایی است. که جرم مولی آن 147.846 g/mol می‌باشد. شکل ظاهری این ترکیب، جامد بی رنگ است.